# 土蜜樹瘤節蜱
土蜜樹瘤節蜱（学名：Aceria monoica）为節蜱科瘤節蜱屬下的一个种。